# Rodovia longitudinal

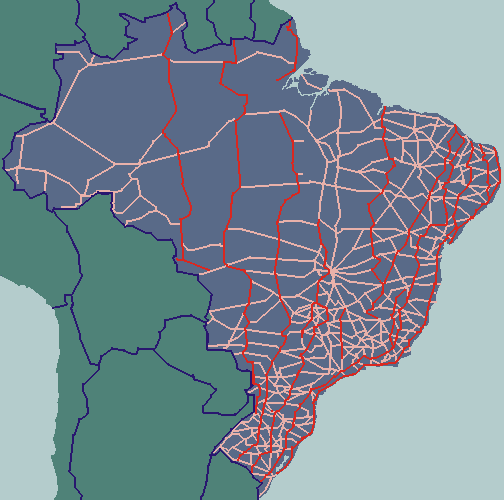
Rodovias Longitudinais do Brasil destacadas em vermelho.

Rodovia longitudinal é a denominação recebida pelas rodovias federais brasileiras que cruzam o país no sentido Norte-Sul. A quilometragem é medida nesse sentido. As únicas exceções deste caso são as BR-156, BR-163 e BR-174, que têm o sentido de quilometragem do sul para o norte.

## Identificação
- Nomenclatura: BR-1XX[2]
- Primeiro Algarismo: 1 (um)
- Algarismos Restantes: A numeração varia de 00 a 50, no trecho que vai do extremo leste do País até Brasília. Varia de 50 a 99 entre a Capital e o extremo oeste.

## Lista de Rodovias Longitudinais

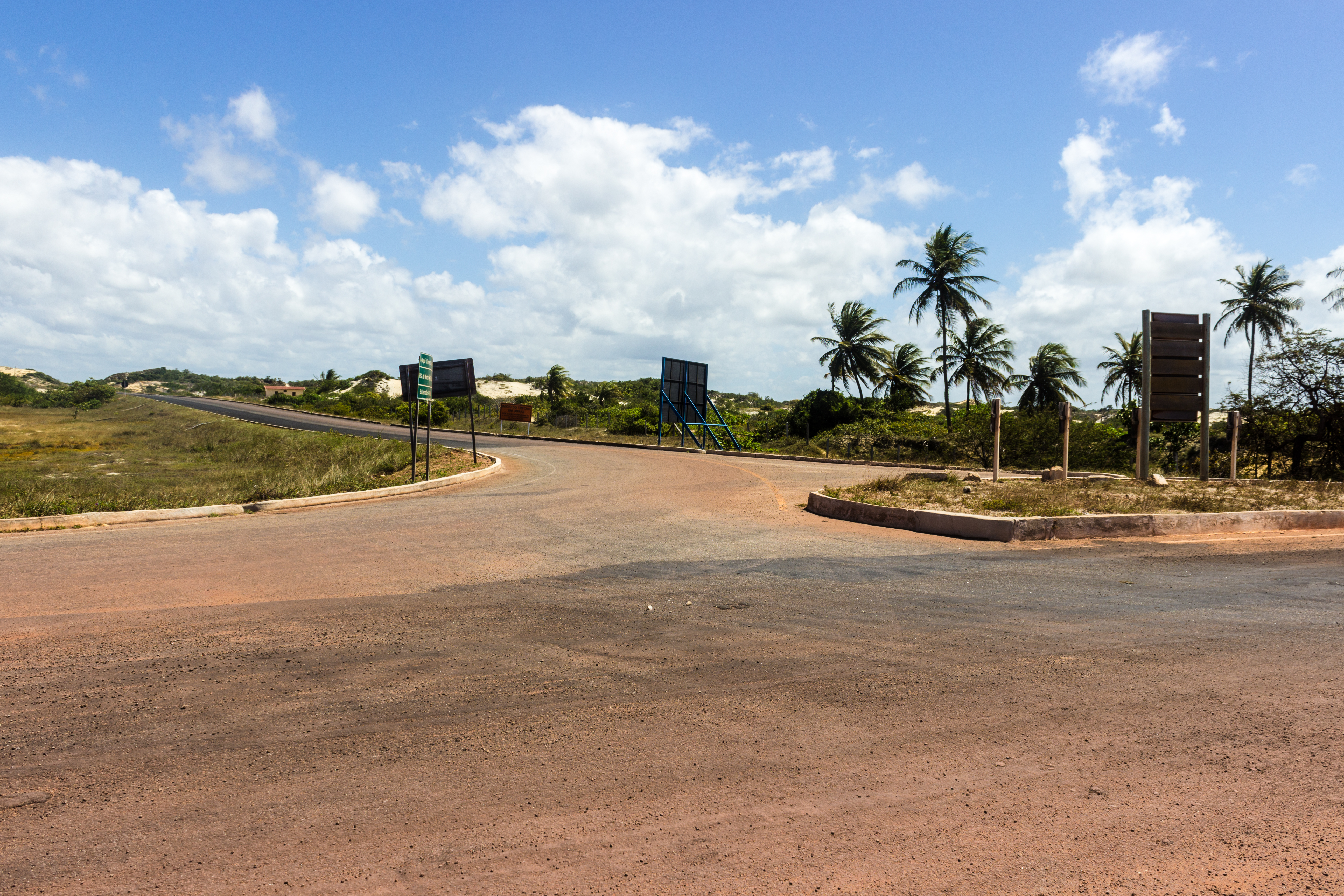
Início da BR-101 no município potiguar de Touros.

| Rodovia | Início                 | Final                       | Extensão |
| ------- | ---------------------- | --------------------------- | -------- |
| BR-101  | Touros - RN            | São José do Norte - RS      | 4 650 km |
| BR-104  | Macau - RN             | Maceió - AL                 | 672 km   |
| BR-110  | Areia Branca - RN      | São Sebastião do Passé - BA | 1 091 km |
| BR-116  | Fortaleza - CE         | Jaguarão - RS               | 4 566 km |
| BR-120  | Arraial do Cabo - RJ   | Araçuaí - MG                | 964 km   |
| BR-122  | Chorozinho - CE        | Montes Claros - MG          | 1 839 km |
| BR-135  | São Luís - MA          | Belo Horizonte - MG         | 2 518 km |
| BR-146  | Patos de Minas - MG    | Bragança Paulista - SP      | 678 km   |
| BR-153  | Marabá - PA            | Aceguá - RS                 | 3 566 km |
| BR-154  | Cachoeira Dourada - GO | Lins - SP                   | 465 km   |
| BR-155  | Redenção - PA          | Marabá - PA                 | 344 km   |
| BR-156  | Macapá - AP            | Oiapoque - AP               | 964 km   |
| BR-158  | Altamira - PA          | Santana do Livramento - RS  | 3 955 km |
| BR-163  | Oriximiná - PA         | Tenente Portela - RS        | 3 579 km |
| BR-174  | Manaus - AM            | Boa Vista - RR              | 1 902 km |